# Lopez, Quezon
Lopez (Bayan ng Lopez) är en kommun i Filippinerna. Kommunen ligger på ön Luzon, och tillhör provinsen Quezon. Folkmängden uppgår till 78 694 invånare.

## Barangayer
Lopez är indelat i 95 barangayer.
| - Burgos - Poblacion - Danlagan - Poblacion - Gomez - Poblacion - Magsaysay - Poblacion - Rizal - Poblacion - San Lorenzo Ruiz - Poblacion - Talolong - Poblacion - Bacungan - Bagacay - Banabahin Ibaba - Banabahin Ilaya - Bayabas - Bebito - Bigajo - Binahian A - Binahian B - Binahian C - Buenavista - Buyacanin - Cagacag - Calantipayan - Canda Ibaba - Canda Ilaya - Cawayan - Cawayanin - Cogorin Ibaba - Cogorin Ilaya - Concepcion - De La Paz - Del Pilar - Del Rosario - Esperanza Ibaba | - Esperanza Ilaya - Guihay - Guinuangan - Guites - Hondagua - layang Ilog A - Ilayang Ilog B - Inalusan - Jongo - Lalaguna - Lourdes - Mabanban - Mabini - Magallanes - Maguilayan - Mahayod-Hayod - Mal-ay - Mandoog - Manguisian - Matinik - Monteclaro - Pamampangin - Pansol - Peñafrancia - Pisipis - Rizal (Rural) - Roma - Rosario - Samat - San Andres - San Antonio - San Francisco A | - San Francisco B - San Isidro - San Jose - San Miguel (Dao) - San Pedro - San Rafael - San Roque - Silang - Sta. Catalina - Sta. Elena - Sta. Jacobe - Sta. Lucia - Sta. Maria - Sta. Rosa - Sta. Teresa - Sto. Niño Ibaba - Sto. Niño Ilaya - Sugod - Sumilang - Tan-ag Ibaba - Tan-ag Ilaya - Tocalin - Vegaflor - Vergaña - Veronica - Villa Aurora - Villa Espina - Villageda - Villahermosa - Villamonte - Villanacaob |